# Neosecotium
Neosecotium là một chi nấm trong họ Agaricaceae.